# Solid State Logic

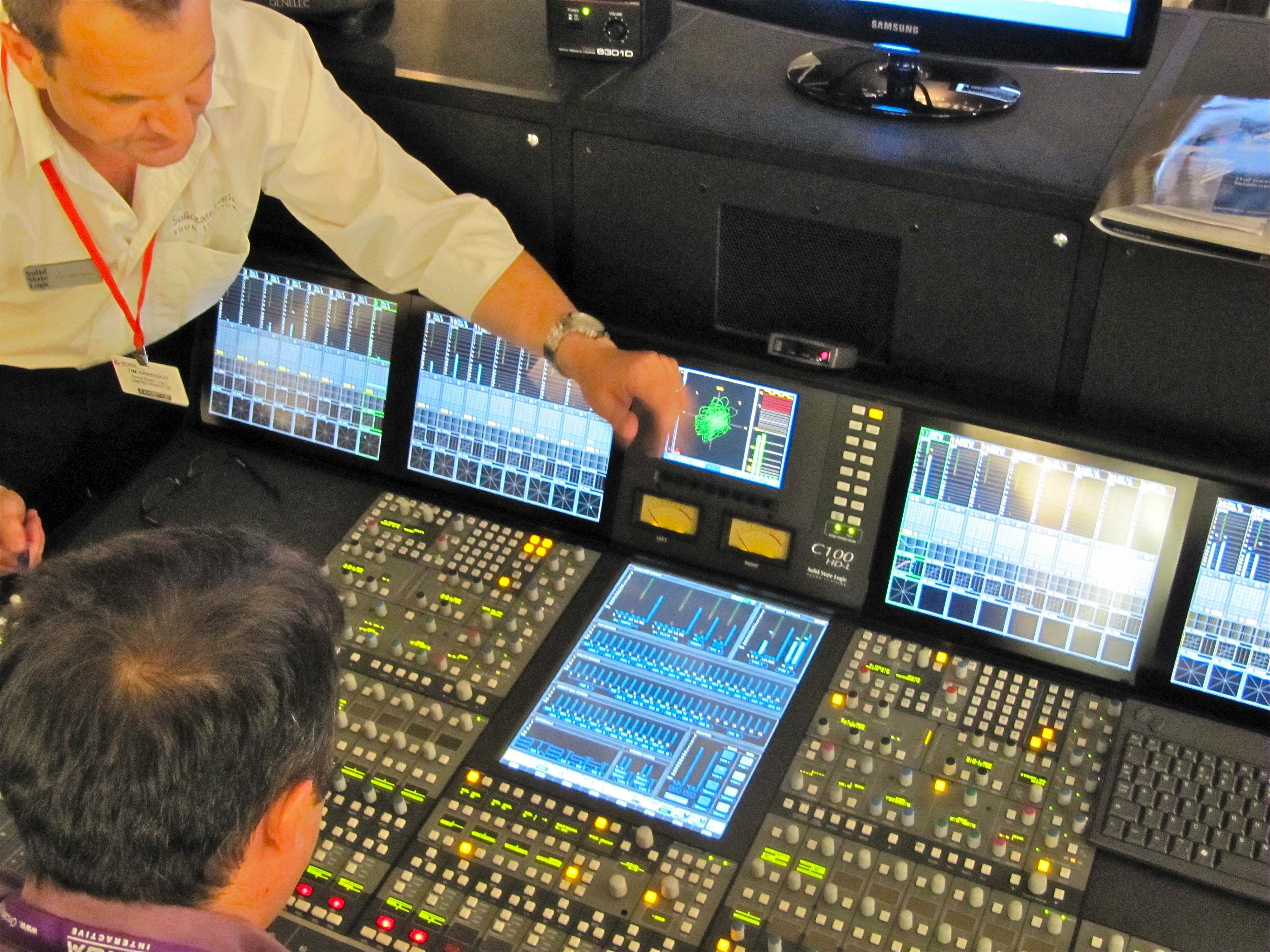
Console SSL C100

Solid State Logic (SSL) est un fabricant de matériel audio professionnel haut de gamme, dont des tables de mixage et des équipements d'enregistrement. Son siège est situé à Begbroke, Oxfordshire, en Grande-Bretagne.

## Historique
SSL a été fondé en 1969. Il y a plus de 3 000 systèmes SSL en service dans le monde, et les consoles SSL sont utilisées dans les plus grands studios d'enregistrement par des artistes comme Bryan Adams, Peter Gabriel, Whitney Houston, Blur ou Sting. 
SSL emploie plus de 160 personnes dans le monde. Une des premières consoles vendues était une 4000B dans un studio de Londres. En mai 2001, les studios Abbey Road ont été équipés avec une console SSL 9000J 96 voies, la plus grande console d'Europe à cette date.

## Produits

### Série 4000

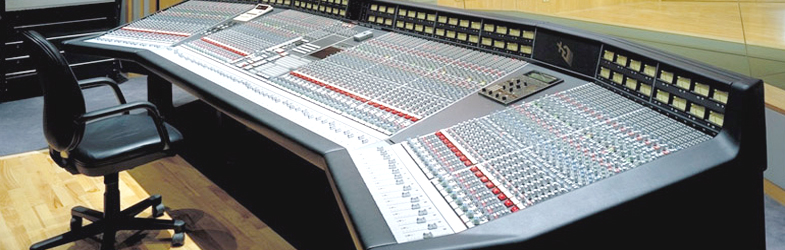
Console SSL 4000G+

La console 4000 G fait partie des consoles souvent utilisées par les ingénieurs du son, comme Philippe Zdar, Chris Lord-Alge, Tom Lord-Alge, Chris Wallace et Mark "Spike" Stent.

### Série 5000
La 5000M était une des consoles les plus chères, utilisée initialement dans l'industrie du cinéma.

### Série 9000

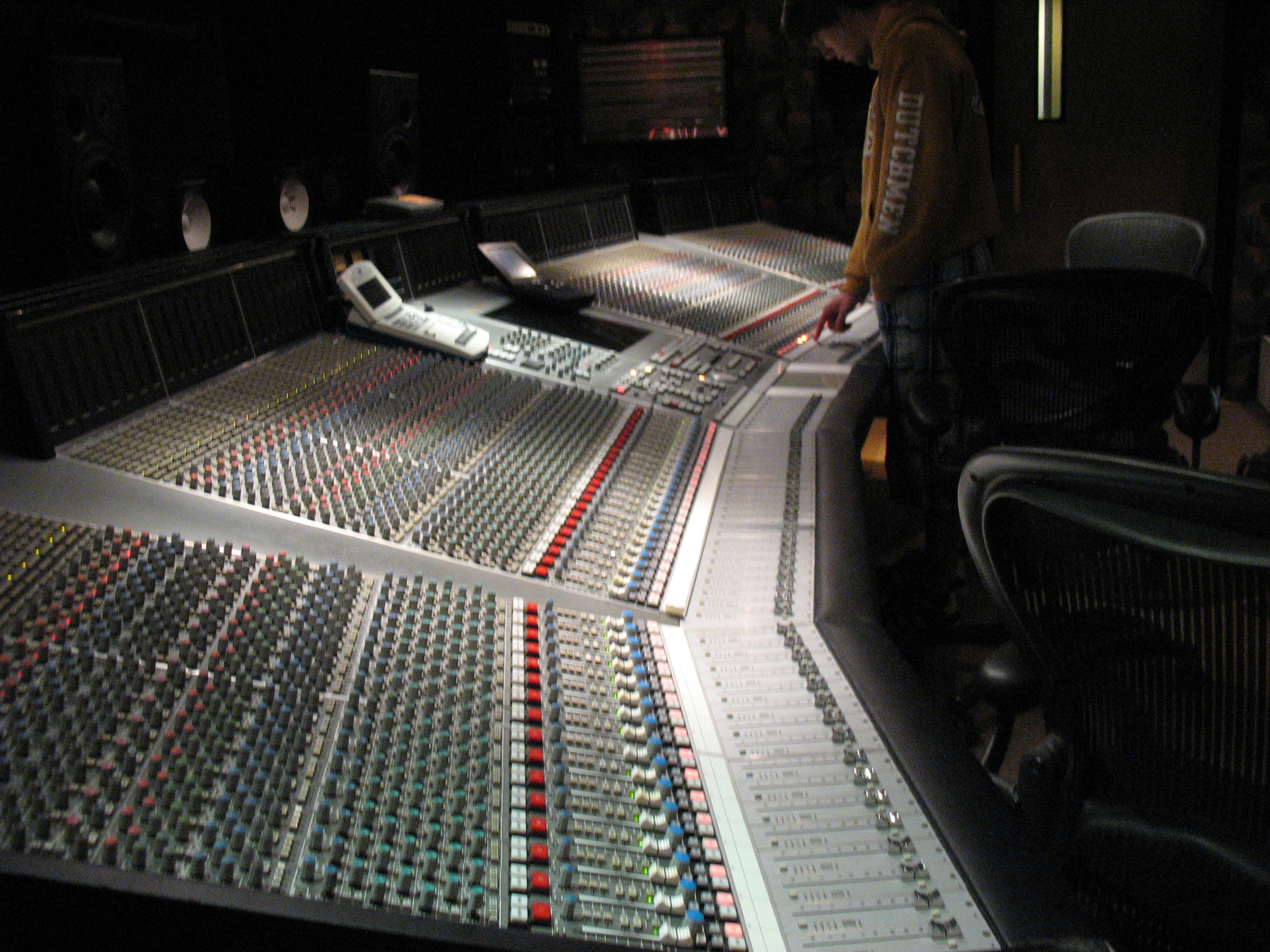
SSL 9000J

Les consoles 9000 J et K ont été très utilisées dans les studios d'enregistrement. Lancée en 1994, la 9000 J est une console analogique automatisée. La 9000 K a été lancée en 2002 et c'était la première console analogique au format multicanal 5.1.

### Série C
- C100 console pour concert et diffusion
- C200 console de production
- C300 console de post-production
- C10 console pour concert

### AWS

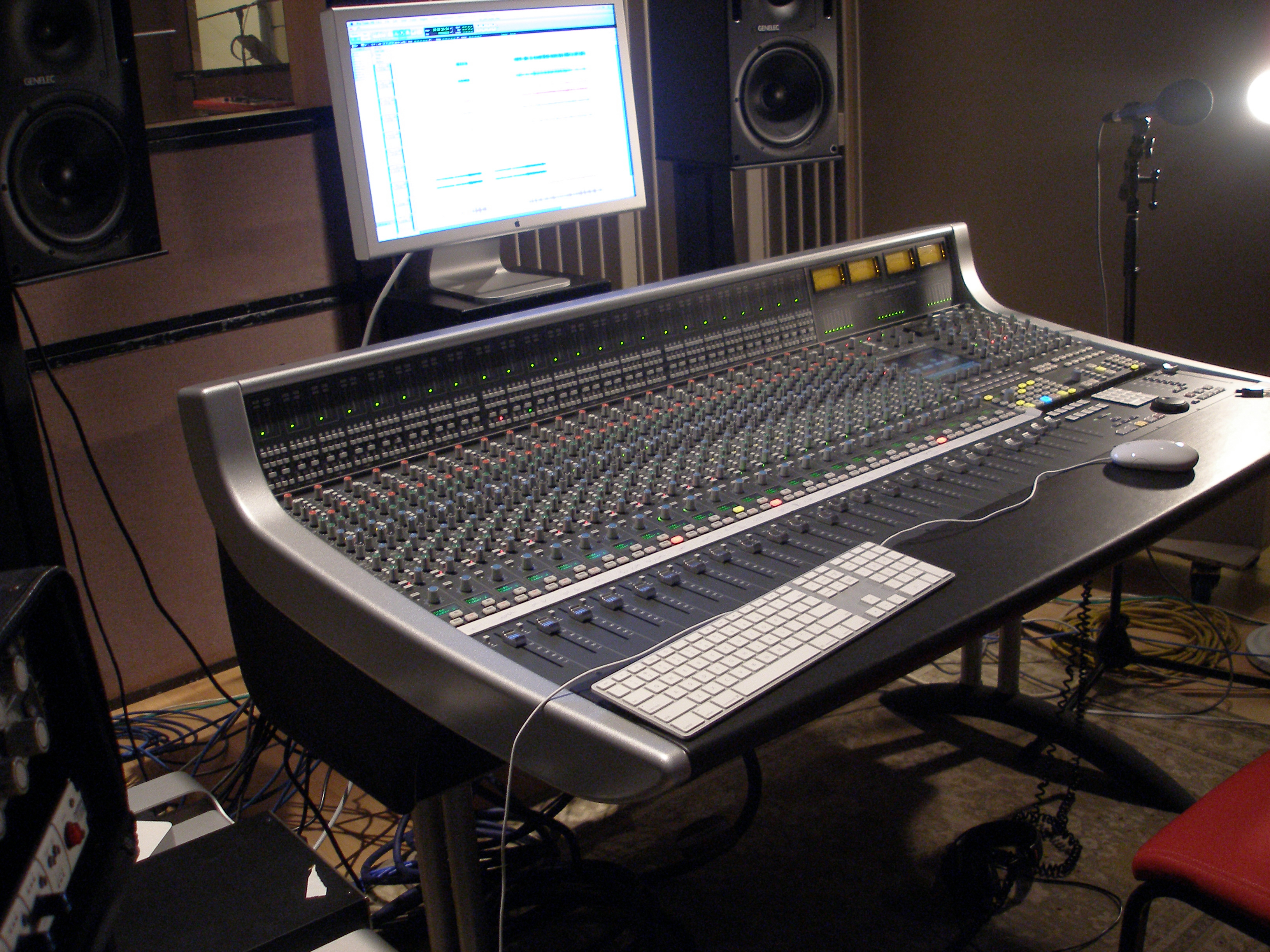
Console SSL AWS 900+

La console AWS 900 a été lancée en 2004, suivie par la 900+ en 2006. Elle est basée sur la 9000 K.

## Autres produits
SSL produit aussi des systèmes DSP et des systèmes modulaires.